# Andante, Andante
Andante, Andante ist ein Lied der Popgruppe ABBA, das auf deren siebten Studioalbum Super Trouper veröffentlicht wurde. Die Aufnahmen fanden am 9. April 1980 statt. Neben der englischen Version produzierte das schwedische Quartett die Ballade auch in spanischer Sprache, diese wurde im Oktober 1980 aufgenommen und schließlich in El Salvador und Argentinien als Single veröffentlicht.

## Entstehung

### Englische Version
Aufgrund einer Schreibblockade begaben sich Benny Andersson und Björn Ulvaeus im Januar 1980 auf die Bahamas um sich Inspiration für neue Werke für das geplante neue Album zu holen. Dabei komponierten sie fünf Lieder, darunter Andante, Andante. Zunächst wurde die neu verfasste Komposition mit Hold Me Close bezeichnet, dies war jedoch nur der Arbeitstitel und wurde, nachdem Björn den Liedtext verfasste, wieder verworfen. Der Backing Track wurde bereits am 4. Februar aufgenommen, bei den finalen Aufnahmen im April übernahm Anni-Frid Lyngstad die Lead Vocals, der Refrain wird von Lyngstad und Agnetha Fältskog gemeinsam gesungen. Background Vocals und Harmonien werden dabei von allen vier Gruppenmitgliedern eingesungen.
→ siehe auch Super Trouper

### Spanische Version
Um ihren Einfluss in den spanischsprachigen Ländern auszubauen, nahmen ABBA schon im Jahre 1979 die Lieder Chiquitita und I Have A Dream auf Spanisch auf, im Januar 1980 wurden weitere acht Lieder aufgenommen, schließlich veröffentlichte ABBA im Frühjahr 1980 ein spanisches Greatest Hits-Album namens Gracias por la música. Die spanische Version von Andante, Andante wurde erst im Oktober desselben Jahres aufgenommen, ins Spanische übersetzt wurde der Text von Mary und Buddy McCluskey.
→ siehe auch Gracias por la musica

## Veröffentlichung und Erfolg
In der lateinamerikanischen Ausgabe von Super Trouper wurde die englische Version des Titels durch die spanische ersetzt. Außerdem wurde die spanische Version von Andante, Andante in Argentinien und El Salvador als Single mit der B-Seite The Piper veröffentlicht, die Single erreichte Platz acht der argentinischen Single-Charts.
Zusätzlich ist das Lied auf den Kompilationsalben ABBA Gold Anniversary Edition, Gracias por la musica – Deluxe Edition und ABBA Oro – Grandes Éxitos erhältlich.